# Medeći cvrčak
Medeći cvrčak (lat. Metcalfa pruinosa), vrsta kukca polukrilca iz porodice Flatidae. Vrsta potječe iz Sjeverne i Srednje Amerike, odakle se prvi puta pojavio 1979., i to u Italiji, a u Hrvatskoj je prvi puta viđen 1993., najbrojniji je u istri, odkla se proširio na Dalmaciju
Štetnik je koji napada grančice, grane, izboje i lišće, osobito na vinovoj lozi, ukrasnim biljkama, ali i na trešnjama i ostalom koštičavom voću.
Odrasla jedinka naraste 5,5 do 8 mm., širina je 2 do 3 mm. U mirovanju krila mu stoje gotovo okomito uz bočne strane, sivkastosmeđe su boje. Prezimljuje u obliku jajašca, a ličinka se iz njega razvija u prvoj polovici svibnja. Razvoj ličinki traje oko 2 mjeseca a presvlače se pet puta. Odrasli oblici javljaju se od srpnja.
Parazitska osica Neodryinus typhlocybae opnokrilac iz porodice Dryinidae predator je ličinki M. pruinosa što bi omogućavalo biološko suzbijanje medećeg cvrčka.